# Прощание с королём
«Прощание с королём», другое название — «Прощай, король» (англ. Farewell to the King) — кинофильм 1989 года режиссёра Джона Милиуса. Премьера фильма состоялась 3 марта 1989 года.

## Сюжет
Сюжет картины отчасти напоминает своим стилем произведения Джозефа Конрада и Редьярда Киплинга. 
Американский солдат Леройд, в годы Второй Мировой войны чудом избежавший казни от рук японских солдат на Борнео, становится лидером местного племени даяков — охотников за головами. Завоевав авторитет у аборигенов и объединив несколько лесных племен, он создает в джунглях собственную «империю». 
Когда в джунгли забрасываются британские разведчики во главе с капитаном Фэйрбаурном с целью поднять даяков против японских оккупантов, лесной «король» поначалу отказывается присоединиться к борьбе, требуя от союзного командования письменных гарантий неприкосновенности для своих владений. Но после того как японский отряд нападает на его резиденцию и убивает его подданных, он вступает на тропу войны. 
Капитуляция Японии делает непримиримого «короля» ненужным и опасным для союзного командования, и ему приходится сдаться на милость властей...

## В ролях
- Ник Нолти — «Король» Леройд.
- Найджел Хэверс[англ.] — капитан Фэйрбаурн.
- Джеймс Фокс — Фергюсон.
- Мэрилин Токуда — Йо.
- Фрэнк Макрей[англ.] — сержант Тенга.
- Аки Алеонг — полковник Митамура.
- Мариус Вейерс — Конклин.
- Уильям Уайз — Дэйв.
- Джерри Лопес[англ.] — Гвай.
- Элан Оберон — Вивьенн.
- Чой Чанг Уинг — Лиан.
- Ричард Морган[англ.] — Стрэтч Левис.
- Джон Беннетт Перри — генерал Макартур.
- Майкл Ниссман — генерал Сатерленд.
- Уэйн Пиграм[англ.] — Брен Армстронг.